# OffBeat
OffBeat est un magazine musical local mensuel de Nouvelle-Orléans (Louisiane) fondé par Jan V. Ramsey en 1987,. Le magazine, publié par OffBeat, Inc, se concentre sur la musique populaire de la Nouvelle-Orléans et de la Louisiane, qui est généralement associée au New Orleans rhythm and blues (en), blues, jazz, rock, hip-hop, funk, et beaucoup d'autres styles traditionnels de musique populaire en Louisiane. OffBeat a été le premier magazine de la Nouvelle-Orléans à reprendre la publication après la dévastation de l'ouragan Katrina, bien qu'il ait perdu tout son personnel et son imprimeur.
OffBeat publie plusieurs numéros axés sur les festivals de musique, notamment le « French Quarter Festival Souvenir Guide » au début du mois d'avril, et le « Jazz Fest Bible », un numéro spécial sur le Jazz Fest. Ces numéros contiennent les programmes des festivals de musique locaux, des informations détaillées sur les artistes et des listes de clubs, ainsi que des interviews de musiciens locaux. Le magazine organise une série de récompenses musicales locales, « The Best of the Beat Awards », pour mettre en valeur la musique et les musiciens locaux, et gère également le « Louisiana Music Directory », qui contient des listes de groupes, de musiciens, de maisons de disques et de clubs dans l'État.
Le site web du magazine a été le premier site web de magazine en ligne dans l'État de Louisiane[réf. nécessaire].
Avec son numéro d'avril 2020, “'OffBeat”' est passé à un modèle de distribution uniquement numérique.

## Impact culturel
Selon Sarah Ravits, écrivant pour une autre publication locale, OffBeat « a attiré un lectorat mondial et a contribué à consolider la réputation de la Nouvelle-Orléans en tant que destination musicale internationale. » Melissa A. Weber, conservatrice à Tulane University, a écrit qu'« en tant que premier mensuel de divertissement de la Nouvelle-Orléans, les reportages cohérents de OffBeat ont permis une couverture élargie de sujets qui auraient pu être négligés dans les journaux hebdomadaires locaux. »
OffBeat est présenté dans la série Treme de la chaîne HBO. Son éditorial a donné lieu à la création de personnages (comme "DJ Davis McAlary", en réalité le musicien/DJ/auteur local Davis Rogan) et d'intrigues dans la série[réf. nécessaire].
En 2023, Krewe du Vieux a honoré Ramsey et OffBeat' en la choisissant comme reine du Mardi Gras et en développant le thème annuel du krewe basé sur un jeu de mots humoristique du nom du magazine.